# S/S Cedric (1881)
S/S Cedric var ett ångfartyg som byggdes i Hartlepool 1881 och förliste 1910. 
Ursprungsnamnet var Ravensdale. Bruttotonnaget var 1 108 ton och fartyget gjorde cirka 8 knop. År 1906 köptes fartyget av Rederi AB Cedric i Landskrona och fick då namnet Cedric.

## Förlisningen
I december 1910 var fartyget lastat med stenkol från Hull med destination Gävle. Den 16 december rådde kraftig vind på Ålands hav. Från Grundkallens fyr satte man kurs på Argos lysboj norr om Gräsö. Rorgängaren slet för att hålla kursen men en kraftig dimma hade kommit varför han hade svårt att hålla kursen. 
Cedrics djupgående var cirka 5 meter och fartyget gick på Argos grund som var cirka 2 meter under ytan. Detta inträffade strax före 04:30 på morgonen 16 december och Cedric gick under på 3–4 minuter. Alla 15 i besättningen hann upp på däck. Man försökte vinna tid genom att kapa trossen till livbåten med en yxa, men Cedric hann sjunka innan man komme i livbåten. Alla besättningsmedlemmarna hamnade i vattnet och drogs ned under ytan av suget. Av de 15 lyckades nio komma upp till ytan. Enligt de överlevande sjönk Cedric med ett ”tungt, rasslande ljuddån”. De nio som överlevt lyckas vända livbåten som låg med kölen uppåt. Att försöka ro var inte att tänka på, man öste vatten med allt man hade, skor och stövlar för att försöka hålla livbåten flytande. Det var alltså kompakt mörker, mycket kallt och man hade vatten till midjan. Den yngste, skeppskocken Svennesson dog efter cirka en timme av påfrestningarna. Vanmakten i livbåten spred sig och en del blev hysteriska. En ung eldare tappade helt fattningen och kastade sig över bord och drunknade. Kylan tog ytterligare fyra liv och man dumpade liken i sjön för att göra livbåten lättare.
Cirka 16 timmar efter Cedrics förlisning drev livbåten i land vid Ängskär på fastlandet. Med endast tre överlevande; Kaptenen Paulsson, lättmatrosen Nilsson och förste maskinisten Bergholtz.
Cedric vilar idag på 42 meters djup, stående på rätt köl vid Argos grund. Marinhistorikern Håkan Thorén återfann vraket 1993 på en plats som ligger 7 kilometer från den plats sjöförklaringen anger. Identifieringen av vraket gjordes med skeppsklockan, som bärgats med inskriptionen ”Ravensdale 1881 London”.